# Plaza de toros de Abiul
La Plaza de toros de Abiul, (Praça de Touros de Abiul, en portugués) se encuentra en Abiul un freguesia portuguesa del municipio de Pombal, en el distrito de Leiría, considerada la Plaza de toros más antigua de Portugal, ya que en ella se celebraban touradas en 1561. Aunque el coso actual, con un aforo de nada menos que 6000 localidades, se construyó en 1850, subsiste, reconstruido, el palco que los duques de Aveiro tenían en la plaza original.